# Deutsche Post
La Deutsche Post è il principale gruppo di poste tedesco, fondato nel 1989 e trasformato in società per azioni nel 1996 (lo Stato Federale attraverso la KfW controlla l'azienda col 30,5%, il resto è capitale flottante in borsa), responsabile dell'invio di lettere e pacchi in Germania, in Europa e in tutto il mondo. 
La Deutsche Post ha oltre 520.000 dipendenti in 220 paesi di tutto il mondo; nel 2007 ha generato un fatturato di 63,5 miliardi di euro. La sede principale si trova a Bonn.
Fino al 1989 il servizio postale della Repubblica Federale Tedesca era il Deutsche Bundespost ed era di proprietà del monopolio statale, mentre il servizio postale della DDR era il Deutsche Post.
Alla fine del 2010 il gruppo ha ceduto la filiale finanziaria Deutsche Postbank a Deutsche Bank.

## Struttura
La Deutsche Post opera attraverso tre divisioni aziendali:
- Posta: è la divisione dedicata alla posta in Germania. Offre servizi alle aziende, uffici e impianti di produzione in tutto il mondo.
- Express Mail Service: questa divisione è responsabile del trasporto della posta e dei pacchi in tutto il mondo via terra o via aereo, attraverso la controllata DHL.
- Logistica: questa divisione offre servizi di logistica e contratti a lungo termine per le imprese multinazionali.
- Autobus (fino al 2016, poi ceduti ad altro operatore)